# Massoud Azizi
Massoud Azizi (Panjshir, 2 febbraio 1985) è un velocista afghano.

## Biografia
Ha corso i 100 metri piani per l'Afghanistan ai Giochi olimpici di Atene 2004, finendo in ultima posizione nella sua batteria di qualificazione con un tempo di 11"66. La sua seconda avventura olimpica è stata quella di Pechino 2008, ma anche in questa occasione fu eliminato nelle batterie di qualificazione, con un tempo di 11"45 che gli valse l'ultima posizione in batteria.
Ha preso parte, sempre nei 100 metri piani, anche ai Giochi olimpici di Londra 2012 (unico atleta afghano, insieme alla connazionale Tahmina Kohistani), non andando oltre il turno preliminare.

## Progressione

### 60 metri piani indoor
| Stagione | Risultato | Luogo   | Data       | Rank. Mond. |
| -------- | --------- | ------- | ---------- | ----------- |
| 2009     | 7"25      | Hanoi   | 31-10-2009 |             |
| 2004     | 7"40      | Teheran | 6-2-2004   |             |

### 100 metri piani
| Stagione | Risultato | Luogo    | Data      | Rank. Mond. |
| -------- | --------- | -------- | --------- | ----------- |
| 2013     | 11"58     | Pune     | 3-7-2013  |             |
| 2012     | 11"19     | Londra   | 4-8-2012  |             |
| 2011     | 11"64     | Taegu    | 27-8-2011 |             |
| 2009     | 11"79     | Berlino  | 15-8-2009 |             |
| 2008     | 11"30     | Velletri | 22-6-2008 |             |
| 2006     | 11"40     | Doha     | 8-12-2006 |             |
| 2005     | 11"11     | La Mecca | 12-4-2005 |             |
| 2004     | 11"66     | Atene    | 21-8-2004 |             |

### 200 metri piani
| Stagione | Risultato | Luogo | Data       | Rank. Mond. |
| -------- | --------- | ----- | ---------- | ----------- |
| 2010     | 22"65     | Dacca | 6-2-2010   |             |
| 2006     | 23"33     | Doha  | 10-12-2006 |             |

## Palmarès
| Anno | Manifestazione  | Sede    | Evento      | Risultato   | Prestazione | Note                                     |
| ---- | --------------- | ------- | ----------- | ----------- | ----------- | ---------------------------------------- |
| 2004 | Giochi olimpici | Atene   | 100 m piani | Batteria    | 11"66       |                                          |
| 2005 | Asiatici        | Incheon | 100 m piani | Batteria    | 11"38       |                                          |
| 2008 | Giochi olimpici | Pechino | 100 m piani | Batteria    | 11"45       |                                          |
| 2009 | Mondiali        | Berlino | 100 m piani | Batteria    | 11"79       | Miglior prestazione personale stagionale |
| 2011 | Mondiali        | Taegu   | 100 m piani | Preliminare | 11"64       | Miglior prestazione personale stagionale |
| 2012 | Giochi olimpici | Londra  | 100 m piani | Preliminare | 11"19       |                                          |
| 2013 | Asiatici        | Pune    | 100 m piani | Batteria    | 11"58       |                                          |
| 2013 | Asiatici        | Pune    | 4x100 m     | Batteria    | 44"40       |                                          |
| 2013 | Mondiali        | Mosca   | 100 m piani | Preliminare | 11"78       |                                          |